# 孤弄蝶屬
孤弄蝶屬（學名：Orphe）是弄蝶科弄蝶亞科中的一個屬。物種分佈於新熱帶界。

## 物種
- 孤弄蝶 Orphe gerasa
- 瓦孤弄蝶 Orphe vatinius